# Castello di Pandino
Il castello di Pandino, in Provincia di Cremona è una residenza castellare risalente al XIV secolo. Rappresenta uno degli esempi più significativi e meglio conservati di architettura fortificata del periodo visconteo in Lombardia e testimonia la potenza e il prestigio della famiglia Visconti, che dominò il Ducato di Milano tra il XIV e il XV secolo. 

## Contesto storico e committenza
Il castello venne fatto erigere dal signore di Milano Bernabò Visconti. La data precisa di inizio dei lavori non è univocamente documentata, ma si colloca presumibilmente intorno alla seconda metà del Trecento (1355 – 1370), in un periodo di intensa attività edilizia promossa da Bernabò per rafforzare il controllo sul territorio e manifestare il proprio potere. Sono state documentate due lettere che Bernabò indirizzava da Pandino, una del 1357 e un’altra datata 31 ottobre 1361: in quegli anni il castello doveva essere dunque già abitabile.
Pandino, in quell’epoca, grazie alla sua posizione strategica nella fertile pianura lombarda, rivestiva un’importanza non trascurabile per la Signoria di Milano prima e il Ducato poi (la cui data di inizio viene fissata nel 1395), rendendo necessaria la presenza di una solida struttura difensiva e amministrativa. Ma Bernabò Visconti volle un castello che ancor prima di essere una fortezza militare fosse una residenza signorile per i suoi soggiorni nel contado nonché punto di partenza per una sua grande passione: le battute di caccia, e Pandino, all’epoca, era circondata da boschi ricchi di selvaggina.
Ciò non toglie che la scelta di Pandino si inserisse in una più ampia strategia di edificazione di castelli e rocche in tutto il territorio milanese, volti a consolidare il dominio visconteo e a proteggere le vie di comunicazione e le risorse agricole.

## Costruzione
Il castello ha pianta quadrata, qui di circa 66 metri per lato. L'accesso principale era (ed è tuttora) quello sul lato meridionale, caratterizzato da un portale d'ingresso sormontato dallo stemma visconteo (il biscione con un bambino tra le sue fauci). Un altro accesso, asimmetrico rispetto a quello principale, è presente sul lato settentrionale. Tutt’intorno è presente un ampio fossato.
Agli angoli, quattro torri (originariamente, perché le due torri occidentali sono state dimezzate nell’Ottocento), anch’esse a base quadrata. 
L’intero castello è costruito in mattoni rossi e l’uso della pietra è limitato a pochi punti soggetti a forte usura; i soffitti e le strutture portanti dei tetti e di alcune pareti sono realizzati in assi e travi di legno, mentre la copertura è in coppi. 
I corpi di fabbrica sono suddivisi su due piani: inferiore e superiore.
Al piano inferiore si aprono sulla corte interna sei arconi a sesto acuto, retti da tozzi pilastri in mattoni. Al posto dei capitelli si trovano sottili lastre di pietra. Anche le finestre aperte all’esterno sono sei per lato, tranne che nell’ala settentrionale; tracce evidenti testimoniano comunque vari interventi e rimaneggiamenti alle aperture, ed esistono pure alcune finestre moderne. 
Il loggiato al piano superiore, aperto sul paesaggio, è caratterizzato da sei bifore e dodici luci per lato divise da snelli pilastrini in mattoni a base quadrata che, alla sommità, si allargano in dadi in laterizio, sui quali poggiano mensole lignee sagomate che reggono le travi del soffitto.
Le torri sono invece suddivise in tre piani con una monofora per lato all’inferiore, e bifore ai superiori; presentano feritoie e caditoie, elementi essenziali per la difesa passiva e attiva della struttura. 
Le falde dei tetti poggiano a filo sui muri esterni dei corpi di fabbrica; sopra le torri, i tetti sono retti dai merli.
Non è dato sapere quale fosse l’uso degli ambienti. Sta di fatto che al piano terra, lungo il perimetro del castello, si sviluppavano ampi saloni destinati con ogni probabilità ad attività di governo e ricevimenti/banchetti (per questi ultimi, il lato est del piano inferiore era aperto come una sorta di secondo porticato). Altri locali erano probabilmente ad uso della gestione del feudo e all’amministrazione della giustizia (c’è traccia di un locale destinato a prigione), nonché cucine e magazzini, funzionali al sostentamento della corte e alla conservazione delle provviste, e stalle per il ricovero degli animali.
Difficile dire quali parti fossero destinate ai nobili e quali alla servitù; per esempio, il nucleo della camera nuziale di Bernabò e di Beatrice Regina Della Scala era al piano superiore, ma “preparato” da una specie di fortificazione nella torre e con un piano inferiore ricchissimamente dipinto. Certamente, gli ambienti caratterizzati da una maggiore cura nei dettagli costruttivi e decorativi erano riservati ai nobili. 

## Affreschi e pitture
Il castello di Pandino era originariamente, e in buona parte lo è ancora, completamente rivestito da una fantasiosa e ricchissima decorazione pittorica. La presenza di questa decorazione ad apparato, che risale quasi interamente al XIV secolo, è uno degli elementi, forse il principale, che rendono questo castello del tutto eccezionale nel panorama dell’architettura civile lombarda del tardo Medio Evo: si tratta infatti di un esempio pressoché unico di dimora signorile trecentesca conservatasi fino ad oggi simile a ciò che fu quando venne costruita. Ben pochi edifici di questa epoca possono reggere il paragone per completezza, e fra quelli viscontei probabilmente nessuno, offrendo quindi una testimonianza diretta assai preziosa di ciò che si suole chiamare “arte di corte”, di importanza e dimensioni tutt’altro che trascurabili. 
Un accurato quanto autorevole e approfondito studio definisce gli apparati pittorici del castello di Pandino “il più vasto e meglio conservato corpus della pittura riservata a una residenza castellare: pittura aniconica di altissima qualità, che è estremamente riduttivo definire decorativa”.
Gli elementi pittorici fondamentali che ricorrono in numerosissime varianti e ripetizioni sono decorazioni a motivi geometrici e vegetali (dette “a compassi”). Non mancano riferimenti a imprese viscontee, figure sacre e figure profane/araldiche. Molto curiose, e per niente comuni, le torce/candele accese dipinte sui pilastrini al primo piano.
Alcuni ambienti si distinguono per una maggiore ricercatezza e per la presenza di un impianto decorativo più elaborato, come una sala al piano superiore che mostra motivi geometrici di notevoli capacità prospettiche e illusive.
Alcune stanze, distrutte e in seguito restaurate, non conservano la decorazione originaria mentre altre, del piano superiore, sono state nel corso del tempo  intonacate in bianco ma è assai probabile che sulle pareti si trovino altri dipinti trecenteschi, oggi invisibili.
Nelle forme geometriche dominano gli stemmi araldici dei Visconti e dei Della Scala. Gli stemmi con la croce bianca dei Savoia, visibili nella sala dei Leoni, sono un'aggiunta del Quattrocento, posti a copertura di quelli scaligeri dopo il matrimonio tra Filippo Maria Visconti e Maria di Savoia. Con il trascorrere del tempo, le croci si sono sbiadite e sono riemersi gli stemmi trecenteschi di Regina della Scala.

## Evoluzione e utilizzo nel tempo
Il 6 maggio 1385 un colpo di stato si abbatté come un fulmine su Bernabò Visconti: in pochi istanti e senza spargere sangue, suo nipote Gian Galeazzo Visconti lo catturò insieme a due dei suoi figli (Rodolfo e Ludovico), facendoli condurre nel castello milanese di Porta Giovia e poi di Trezzo sull’Adda, dove Bernabò sarebbe morto pochi mesi dopo.
Impossessatosi così del vasto patrimonio che era appartenuto allo zio, Gian Galeazzo si trovò a disporre di un numero imponente di castelli, fra i quali era naturalmente compreso quello di Pandino. Alla sua morte, avvenuta il 3 settembre 1402, il ducato – con tutti i castelli – toccò al figlio Giovanni Maria che però aveva all’epoca solo 14 anni e che, pertanto, sarebbe dovuto rimanere sino all’età di 20 sotto la tutela della madre, Caterina, che Gian Galeazzo aveva sposato in seconde nozze nel 1380. Ma la mancanza di una personalità accorta, temuta e forte ai vertici dello Stato, quale aveva posseduto Gian Galeazzo, condusse inevitabilmente il Ducato in breve tempo a una grave crisi: in seguito a numerosi scontri e rivolte contro l’autorità locale, il 12 maggio 1403 la signoria del cremasco, con il castello, passò nelle mani dei fratelli Paolo e Bartolomeo Benzoni. La casata dei Benzoni era fiera sostenitrice della parte guelfa, in opposizione ai ghibellini Visconti. 
Il dominio dei due fratelli ebbe vita breve: alla loro morte, avvenuta per peste nel 1405, essendo i loro figli maschi esclusi dalla successione, il potere passò a un lontano cugino, Giorgio Benzoni. 
Neanche dieci anni e Crema tornò nell'orbita dei Visconti, nella figura del duca Filippo Maria Visconti, nominato signore, oltre che di Crema, di Pandino, Misano e Agnadello nel 1414. Il Benzoni, che in un primo tempo aveva ricevuto l’investitura feudale di questi territori, venne poi estromesso del tutto. Filippo Maria Visconti mantenne il feudo per circa quindici anni, per poi consegnarlo alla metà degli anni Trenta a Luigi Sanseverino, uno dei capitani più in vista delle sue milizie.
Intanto, però, il Ducato di Milano transitava dai Visconti agli Sforza: con la morte di Filippo Maria nel 1447 si estinse la linea maschile e il Ducato passò a Francesco Sforza, il quale aveva sposato la figlia illegittima di Filippo, Bianca Maria. 
Dal 1470 circa fu conte di Pandino Ludovico Maria Sforza, meglio noto come Ludovico il Moro. 
L’affidamento feudatario del castello di Pandino ai Sanseverino durò grosso modo un secolo (per l’esattezza, 109 anni): nel 1544 un cancelliere della Regia Camera intervenne in seguito alle periodiche segnalazioni dei podestà di Pandino che lamentavano come il castello stesse andando in rovina e vista la non volontà, o impossibilità, degli ultimi eredi a intervenire (le quattro sorelle Sanseverino), nel 1547 si dispose la cessione del feudo a don Francisco Duarte, personaggio di alto rango nell’amministrazione del Ducato.
Soli cinque anni dopo, per ragioni ignote, questi lo cedette a Pagano d’Adda che apparteneva a una ricca famiglia di mercanti e banchieri. Il nuovo contratto fu firmato il 17 marzo 1552 e Pagano d’Adda ottenne tutte le prerogative feudali accettando però anche tutte le condizioni imposte, compresa la possibilità di redenzione da parte della Regia Camera. A titolo aneddotico, Pagano d’Adda pagò a don Francisco Duarte il prezzo originario e rimborsò anche le spese sostenute in quei cinque anni per i lavori di riparazione, maggiorate degli interessi: in tutto, 6557 lire, 19 soldi e 7 denari.
Come fortezza il castello di Pandino aveva progressivamente perso valore per non dire che ormai ne aveva ben poco, trasformandosi più che altro in una residenza di campagna: di conseguenza, venuto a mancare il legame con il governo di Milano, poco interessato, il castello divenne di fatto bene privato dei feudatari.
La famiglia D’Adda mantenne il feudo senza interruzioni per circa trecento anni. Si arriva dunque al 1862 con Vitaliano d’Adda: morti in giovane età i due figli maschi, unica erede rimase la figlia Costanza che, nel 1860, aveva sposato il conte Carlo Borromeo. Dalla loro unione nacque Emanuele che avrebbe acquistato dalla madre le proprietà di Pandino nel 1883, dando così inizio alla conduzione del castello da parte della famiglia Borromeo d’Adda. I vari discendenti mantennero il titolo di marchesi di Pandino e la proprietà del castello, fino alla sua vendita allo Stato italiano a metà del Novecento.
Nell’Ottocento, il castello andò incontro a diverse trasformazioni. 
La prima, abitativa: infatti, nel corso del secolo il castello fu costantemente affittato sia come abitazione che come sede per attività produttive. Il 6 febbraio 1829 lo prese in consegna un certo Teodoro Bolzoni, gli subentrò nel 1838 Carlo Ranzoni e nel 1847 la vedova di questi. Costoro stipulavano i contratti con i locatari che alloggiavano al piano superiore: una singola famiglia, spesso anche numerosa, occupava una sola stanza. Il loggiato, per ovvie ragioni, fu oggetto di numerosi interventi come murature e finestre tra i pilastrini. Quanto alle attività produttive, la principale fu un incannatoio di seta, per iniziativa di un certo Giuseppe Pozzoni, che ottenne quattro stanze per la sua attività. Nella seconda metà del XIX secolo trovarono posto nel castello anche una stalla per i bovini e una per i cavalli.
Ma l’altra trasformazione fu ancora più dirompente: per iniziativa dei marchesi, e forse anche degli affittuari, si iniziò a demolire una parte del castello: intorno al 1840 vennero mozzate le due torri occidentali e il corpo di fabbrica tra le due andò in rovina. A interrompere questa sciagurata pratica, arrivò da Milano, nel 1843, l’ingiunzione al marchese Vitaliano d’Adda di sospendere immediatamente i lavori di abbattimento. 
Il 1° maggio 1912, cinquant’anni dopo lo scioglimento del vincolo feudale, il castello di Pandino fu dichiarato monumento nazionale, sottoposto alla legge in materia del 1909: la proprietà ne ricevette notifica ufficiale dalla Soprintendenza ai Monumenti di Lombardia. A partire dal 1920 l’edificio fu concesso in affitto all’Amministrazione comunale di Pandino (pur essendo, è il caso di ricordarlo, ancora abitato da molte famiglie). Il Comune di Pandino lo ha poi acquistato, come certificato con atto di permuta del 23 aprile 1947, registrato il 12 maggio.

## Restauri
Allontanate definitivamente le ultime famiglie intorno al 1950, per le quali si era provveduto a creare alloggi popolari, iniziarono lavori di restauro, pur se a piccoli lotti. Questi lavori riguardarono principalmente le coperture, soffitti e finestre. 
Nel 1956 fu presa la decisione di sistemare definitivamente la sede dell’Amministrazione comunale nel castello e a questo scopo di ricostruire l’ala occidentale, andata quasi completamente distrutta nel XIX secolo. Il corpo di fabbrica venne integrato e le due torri ormai mozze furono completate fino al livello del primo piano, risultando così assai più basse delle altre due sul lato orientale. 
Si procedette poi al parziale restauro della decorazione parietale degli ambienti interni.
Nei primi anni Sessanta furono restaurate le ali settentrionale e orientale con un totale rifacimento dei tetti e la sistemazione definitiva delle finestre; furono anche abbattute le pareti che ostruivano gli archi antichi del salone e vennero costruiti nuovi tramezzi e soffitti. Nei punti più delicati o pericolanti si fece uso di cemento armato per rinforzare le strutture.
Ma è ai giorni nostri che gli interventi di restauro si sono fatti più consistenti.
Il Comune di Pandino, nel 2022, ha vinto un bando di Regione Lombardia che ha permesso, attraverso lavori eseguiti tra il 2023 e il 2024, oltre che l’efficientamento energetico del castello e l’abbattimento delle barriere architettoniche (necessario anche per l’accesso di persone con disabilità agli uffici comunali), la sostituzione dell'acciottolato del cortile (peraltro non originale) con calcestre e l’abbattimento di muri che avevano frammentato alcuni saloni. Questi erano stati costruiti negli anni Sessanta per permettere alla Scuola casearia lo svolgimento della sua attività all’interno del castello (attualmente la Scuola ha una nuova sede). 
Un altro bando di Fondazione Cariplo aggiudicatosi dal Comune di Pandino permetterà nell’anno in corso [2025] l’avvio di nuovi importanti lavori con oggetto il restauro delle pitture della cosiddetta sala banchetti e del locale che era stato utilizzato quale cucina della Scuola casearia. Questi lavori coinvolgeranno il CUDAM – Centro Universitario Datazioni e Archeometria Milano, dell’Università degli Studi Milano Bicocca, Dipartimento di Scienze dell’Ambiente e della Terra, e saranno di grande significato permettendo prima – attraverso microprelievi – lo studio e la valutazione dei dipinti per poi precedere al restauro degli stessi.
L’auspicio è che questi restauri possano permettere alle pitture del castello, almeno nelle aree interessate dai lavori, di essere pulite e protette, magari consentendo nuove scoperte, facendo sempre più del castello di Pandino “un episodio di straordinaria qualità e importanza per la cultura lombarda e italiana, al centro della storia del Trecento in Europa”.

Foto di Stefano De Mari
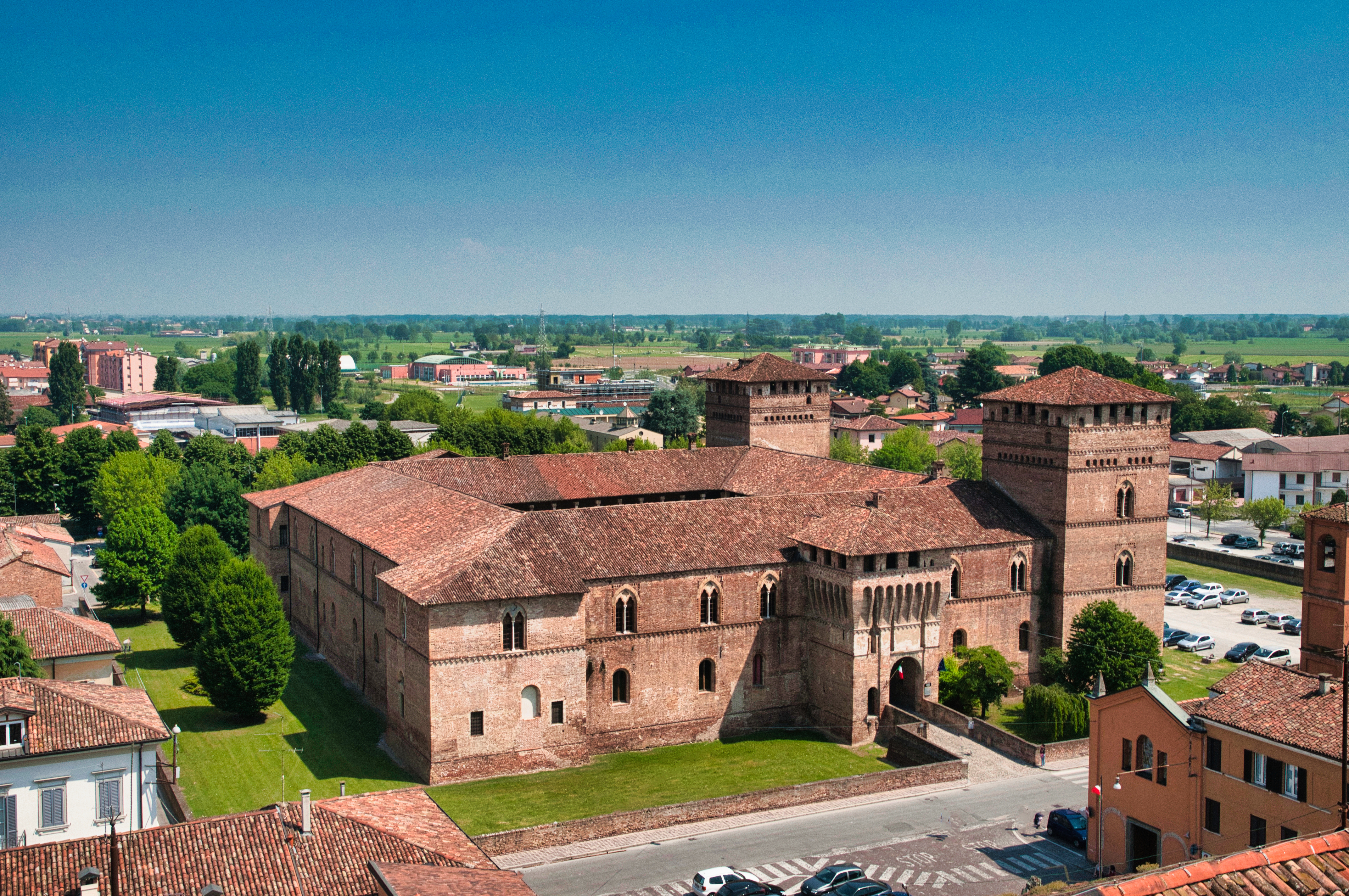
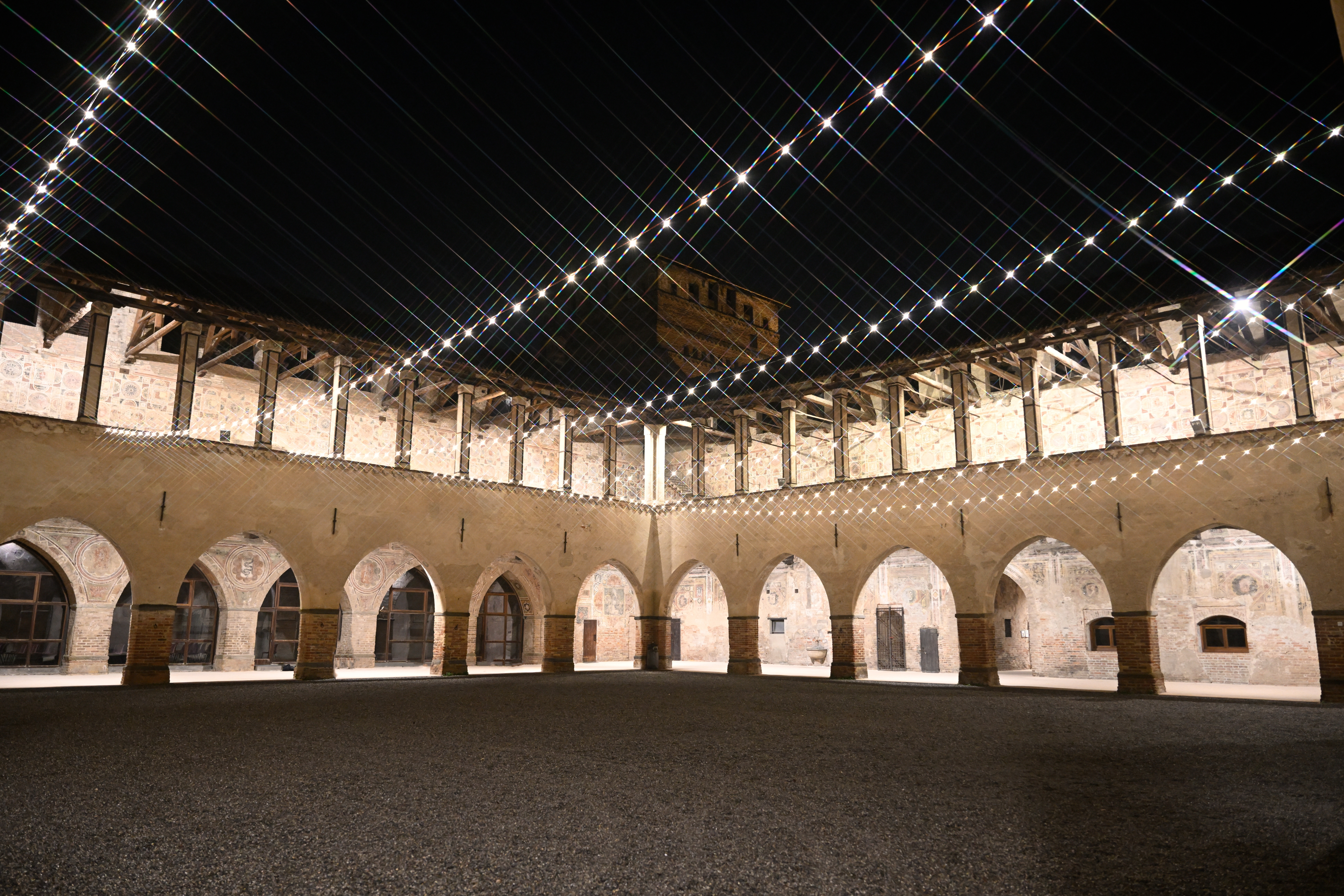
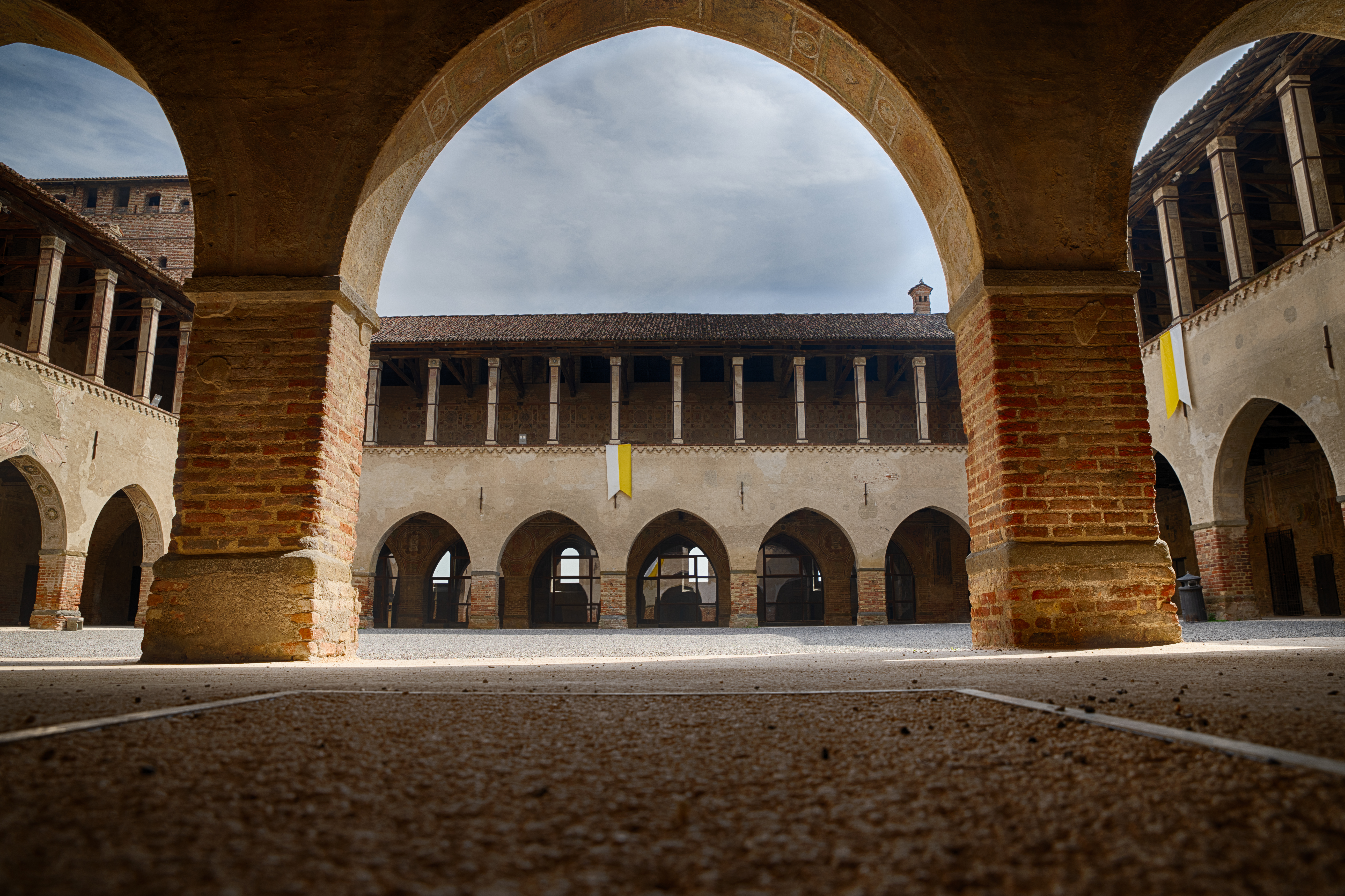
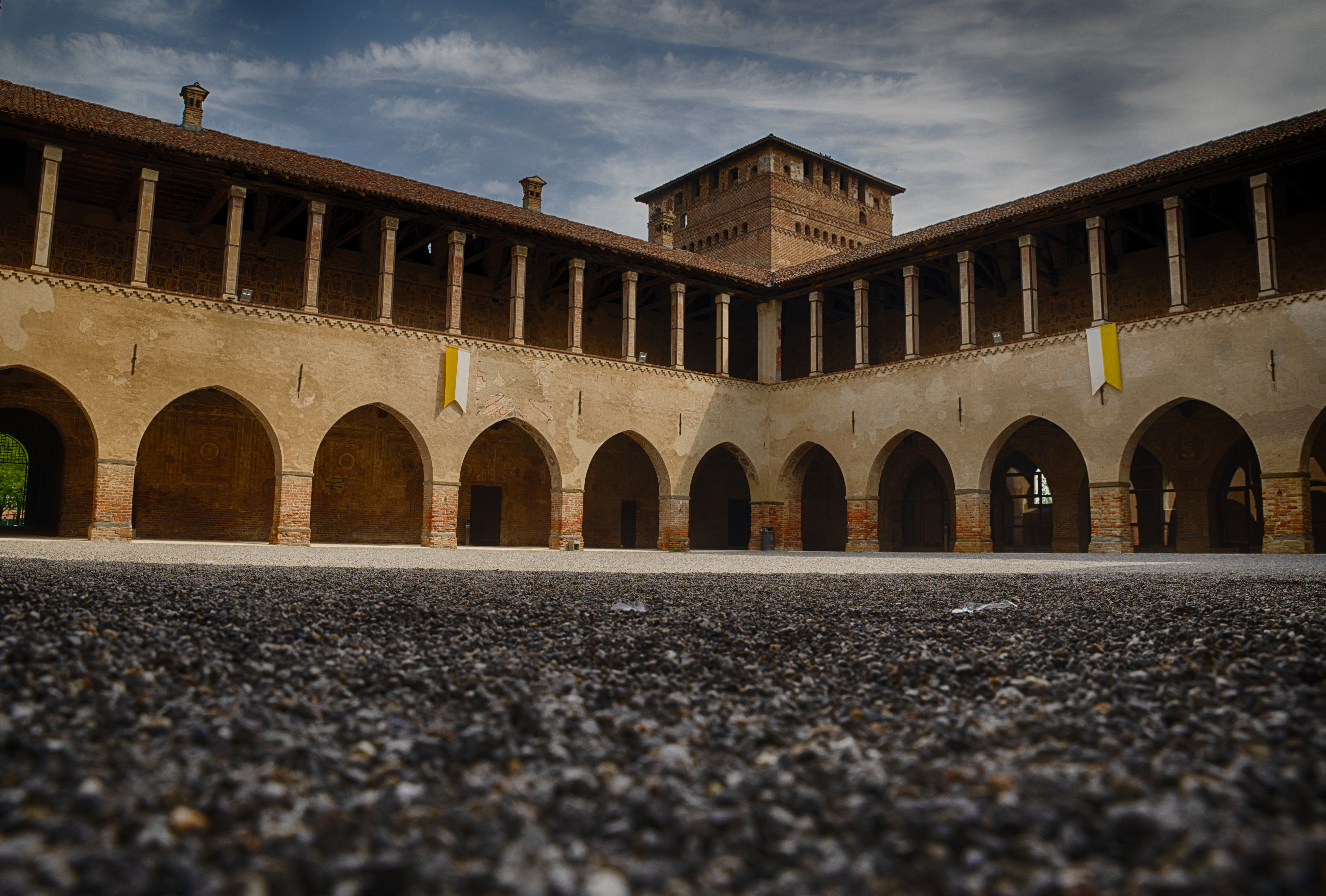
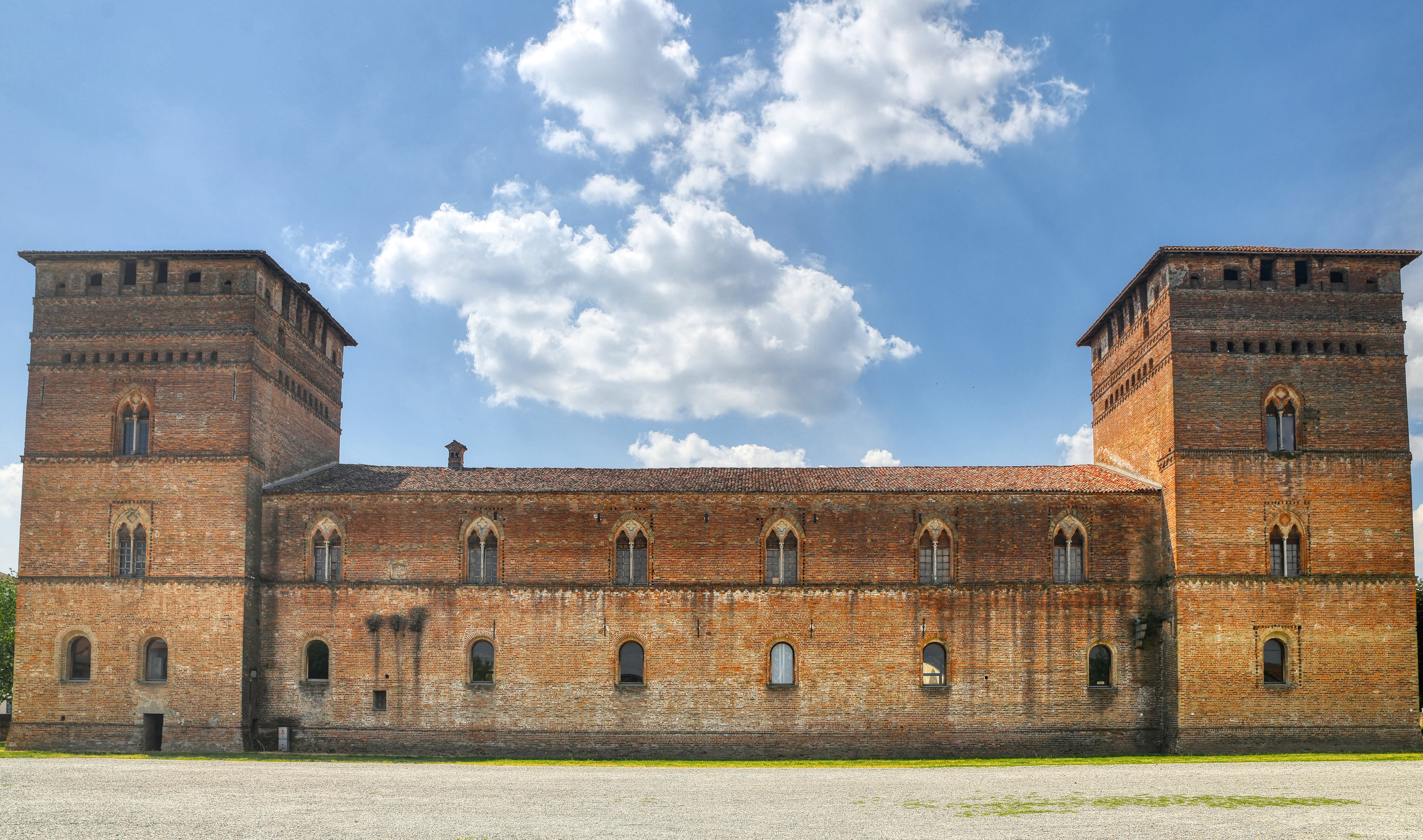
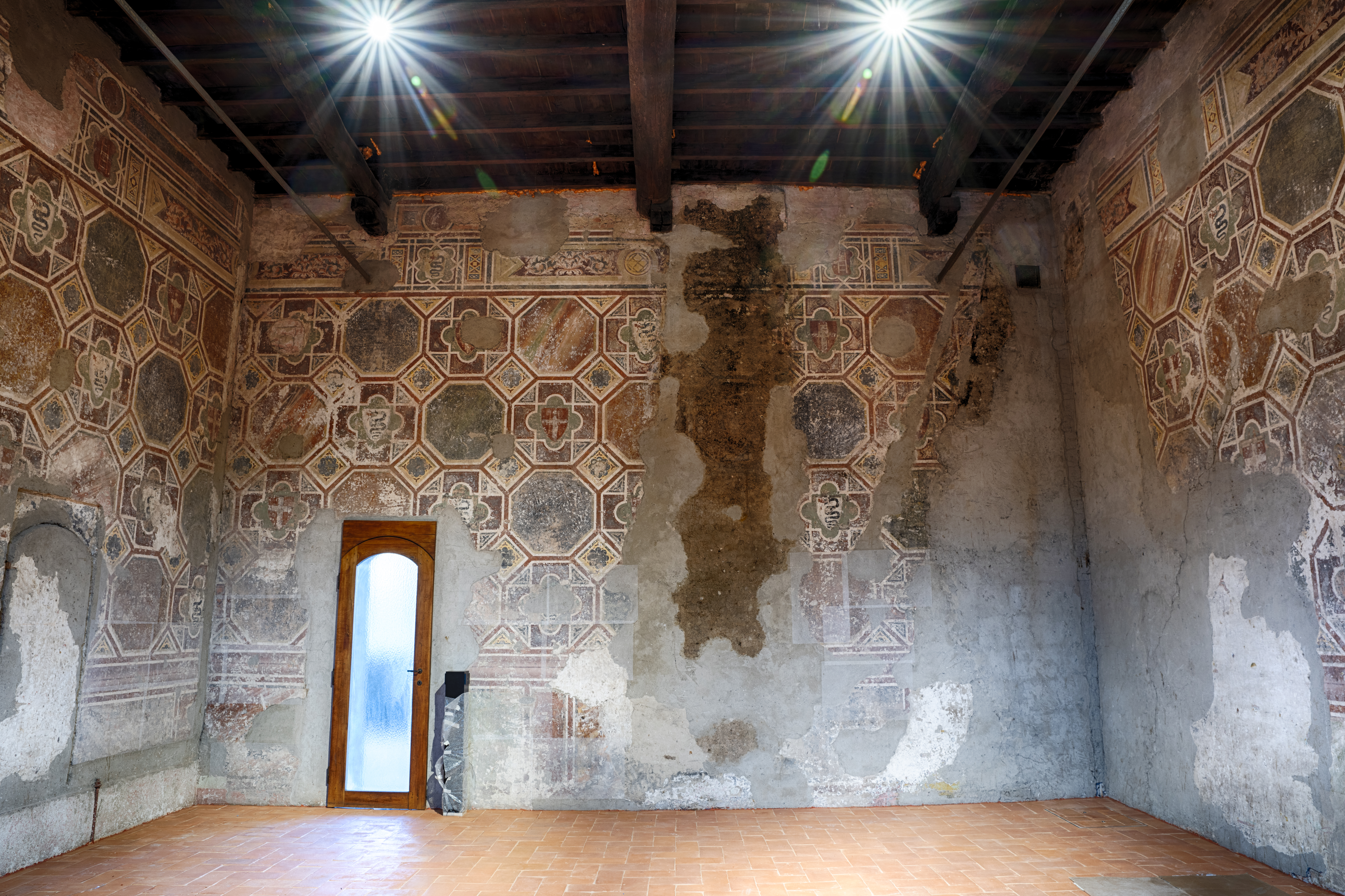
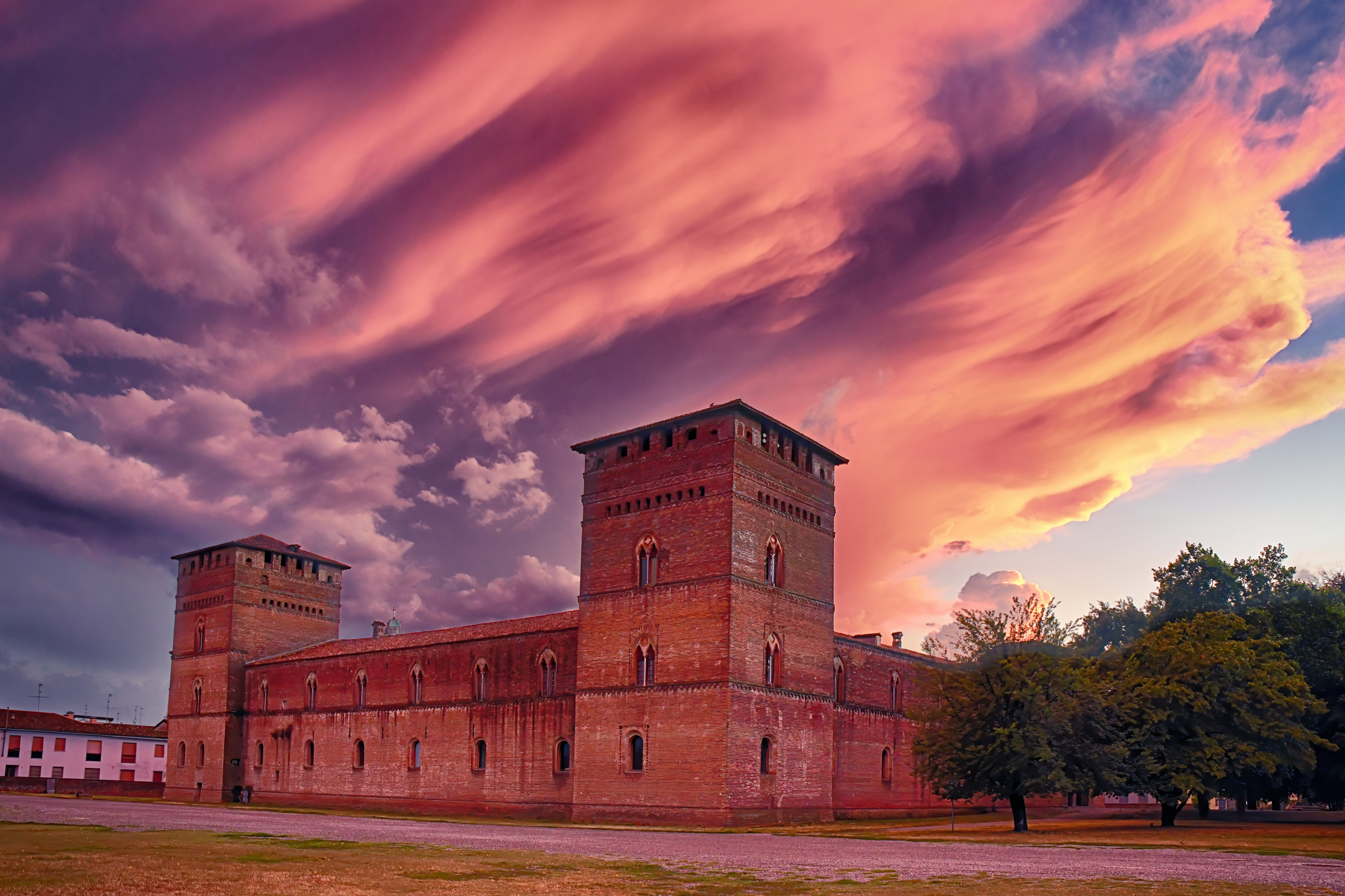
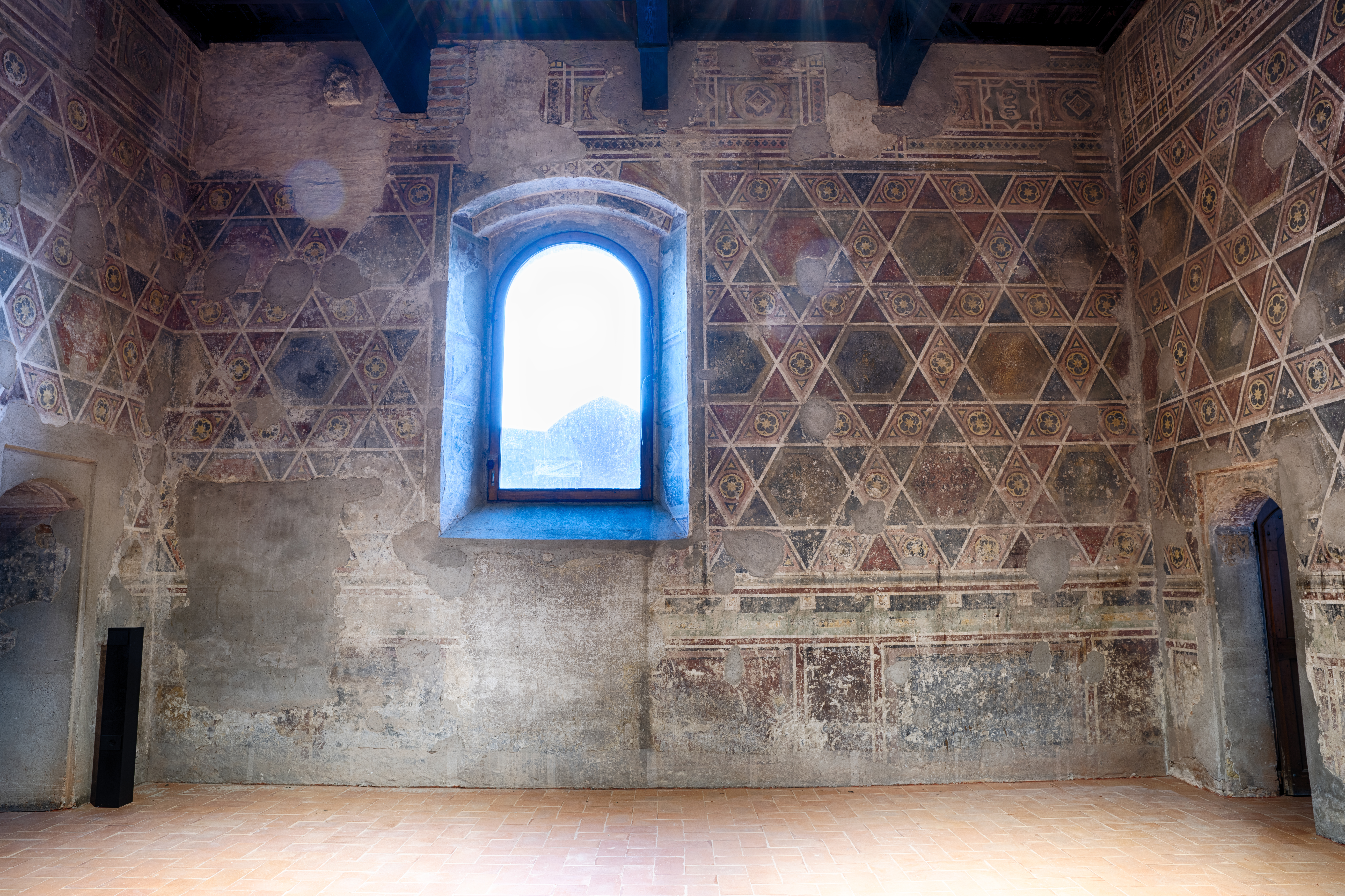
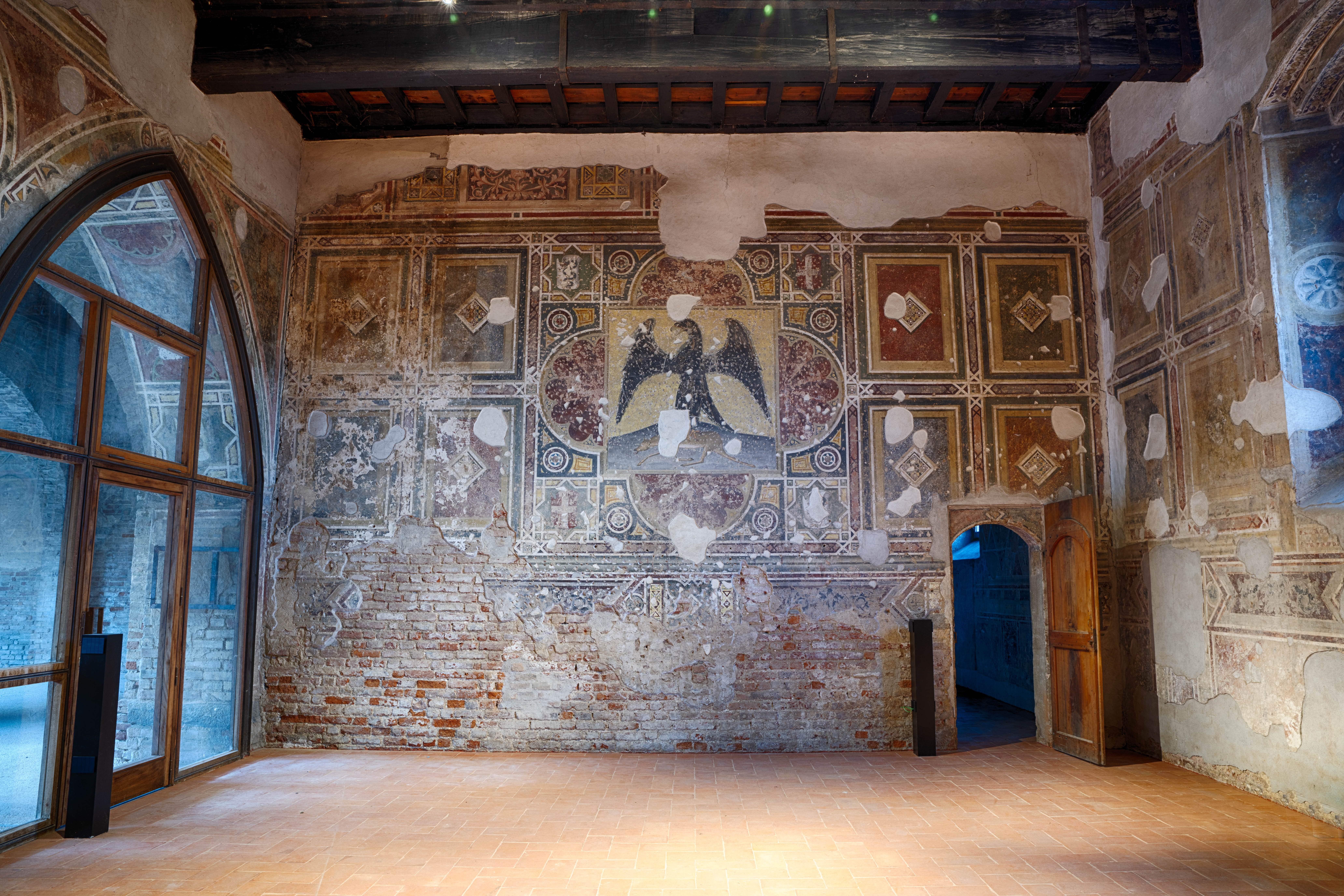
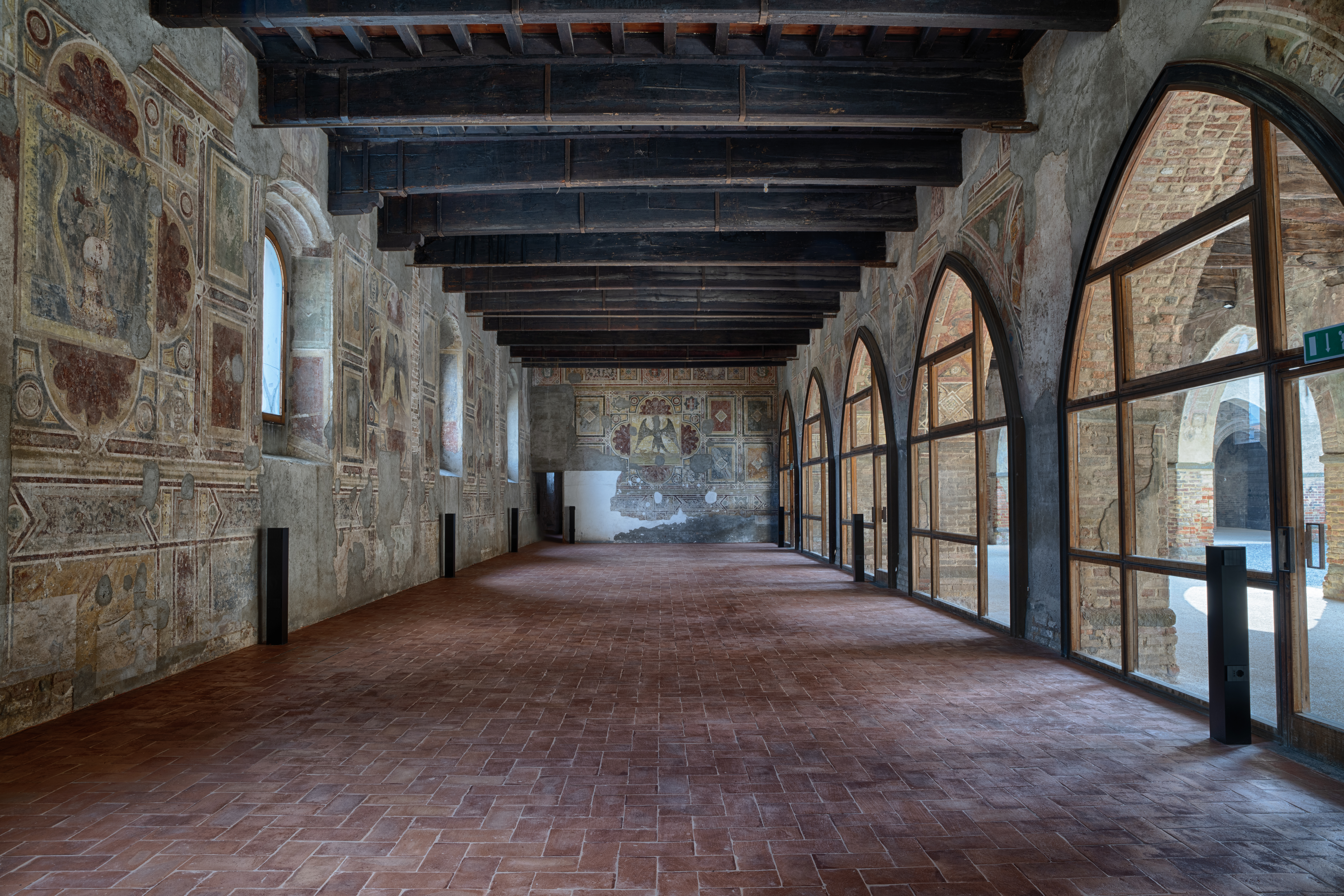
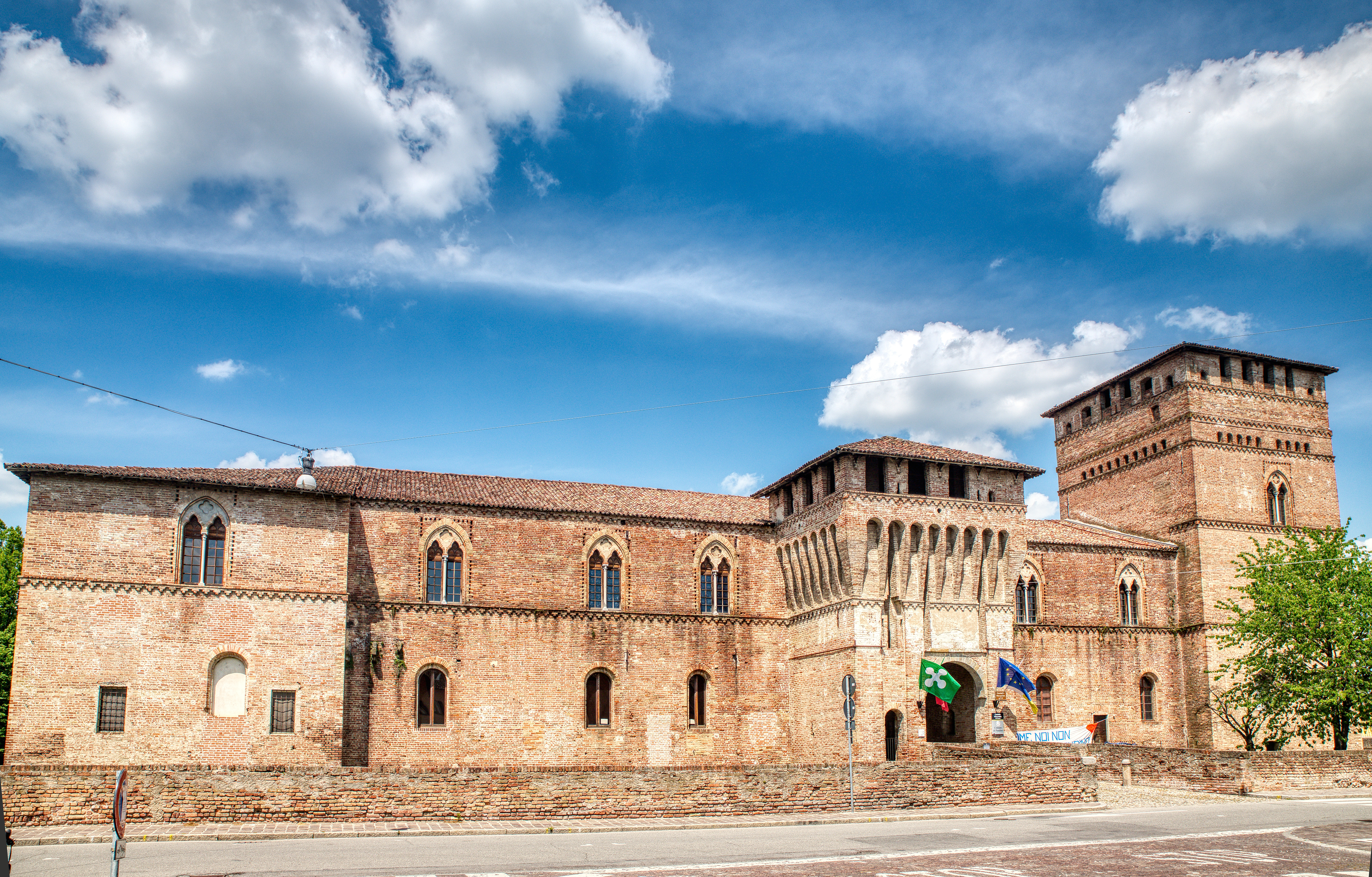
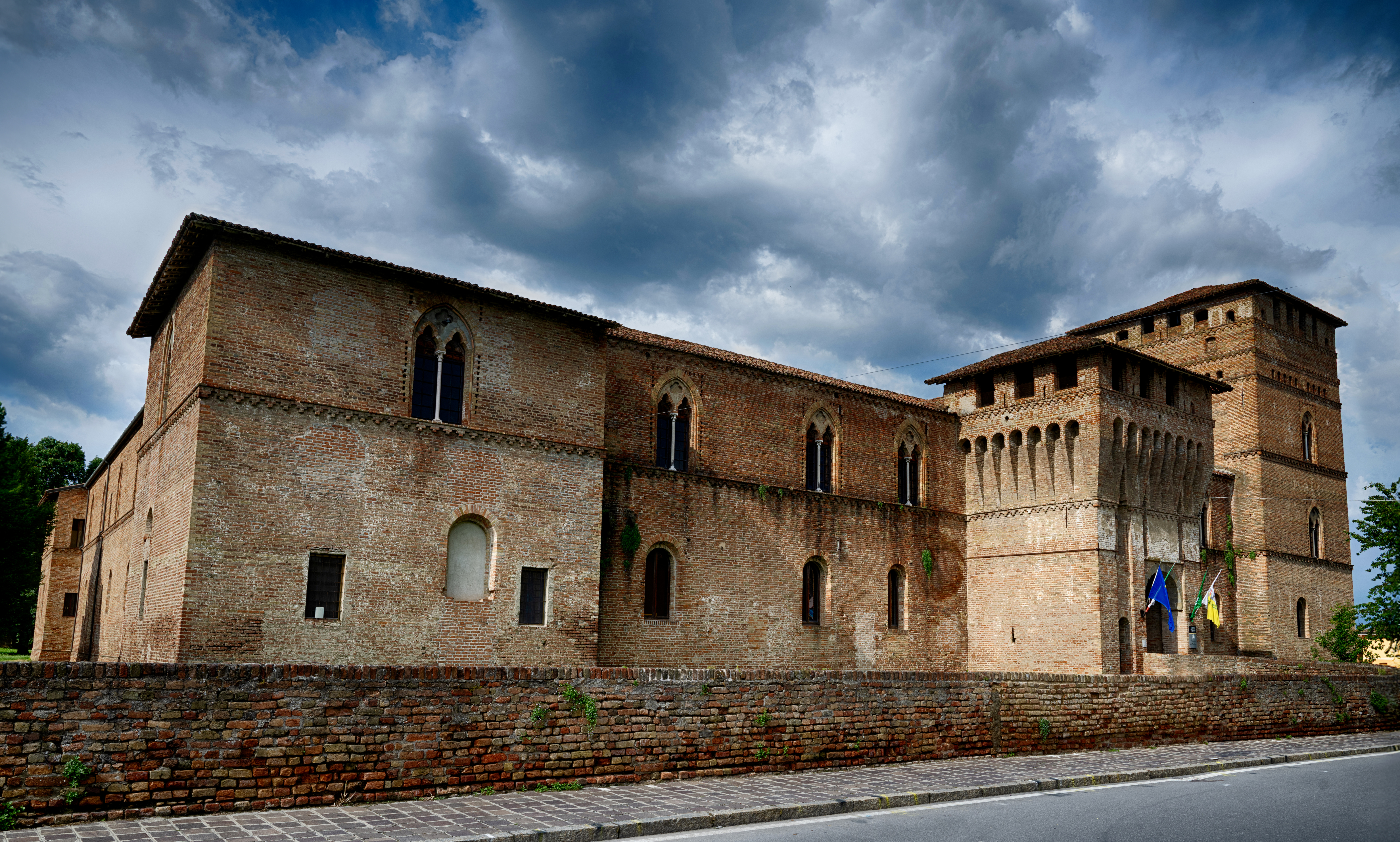
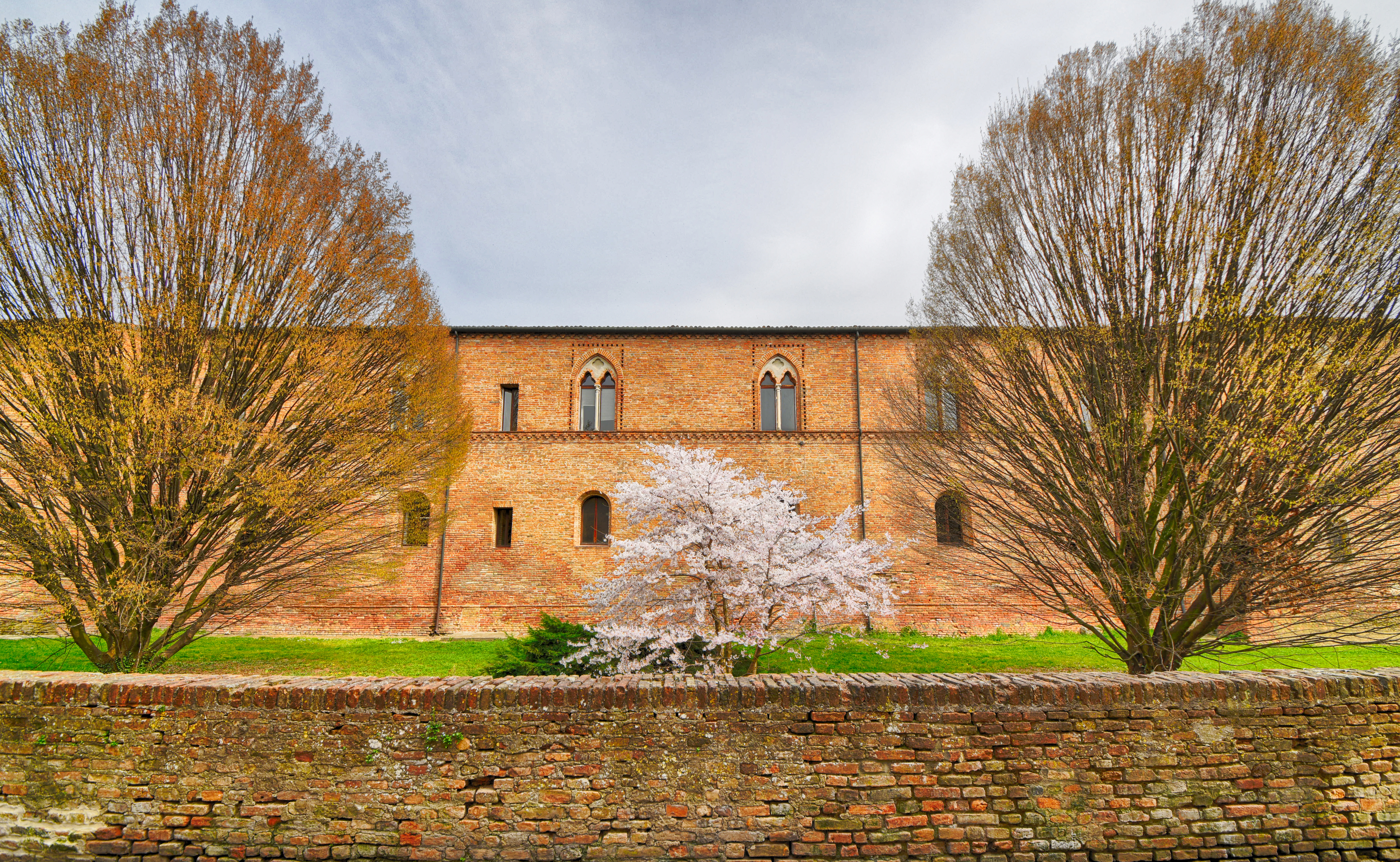
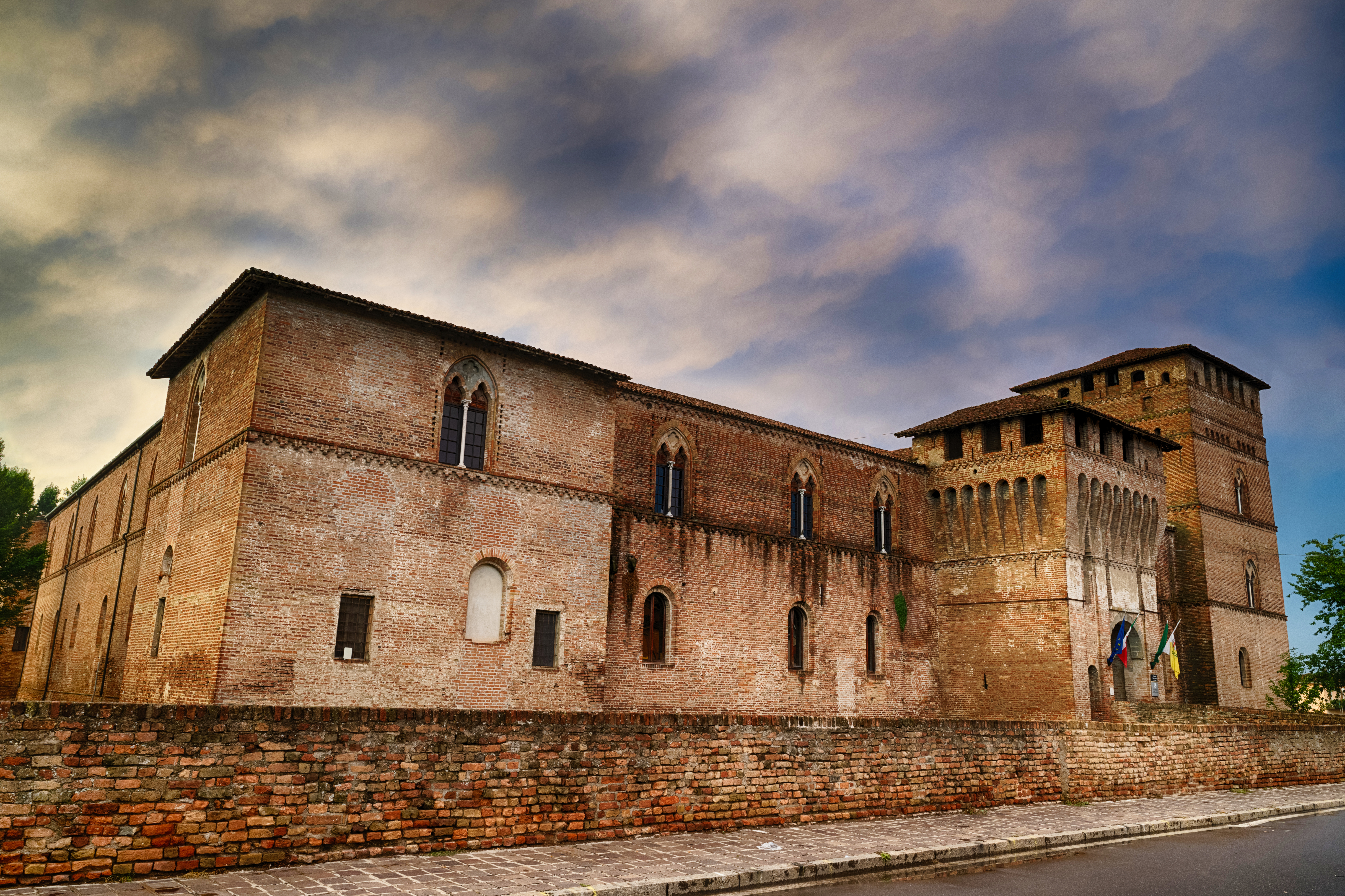
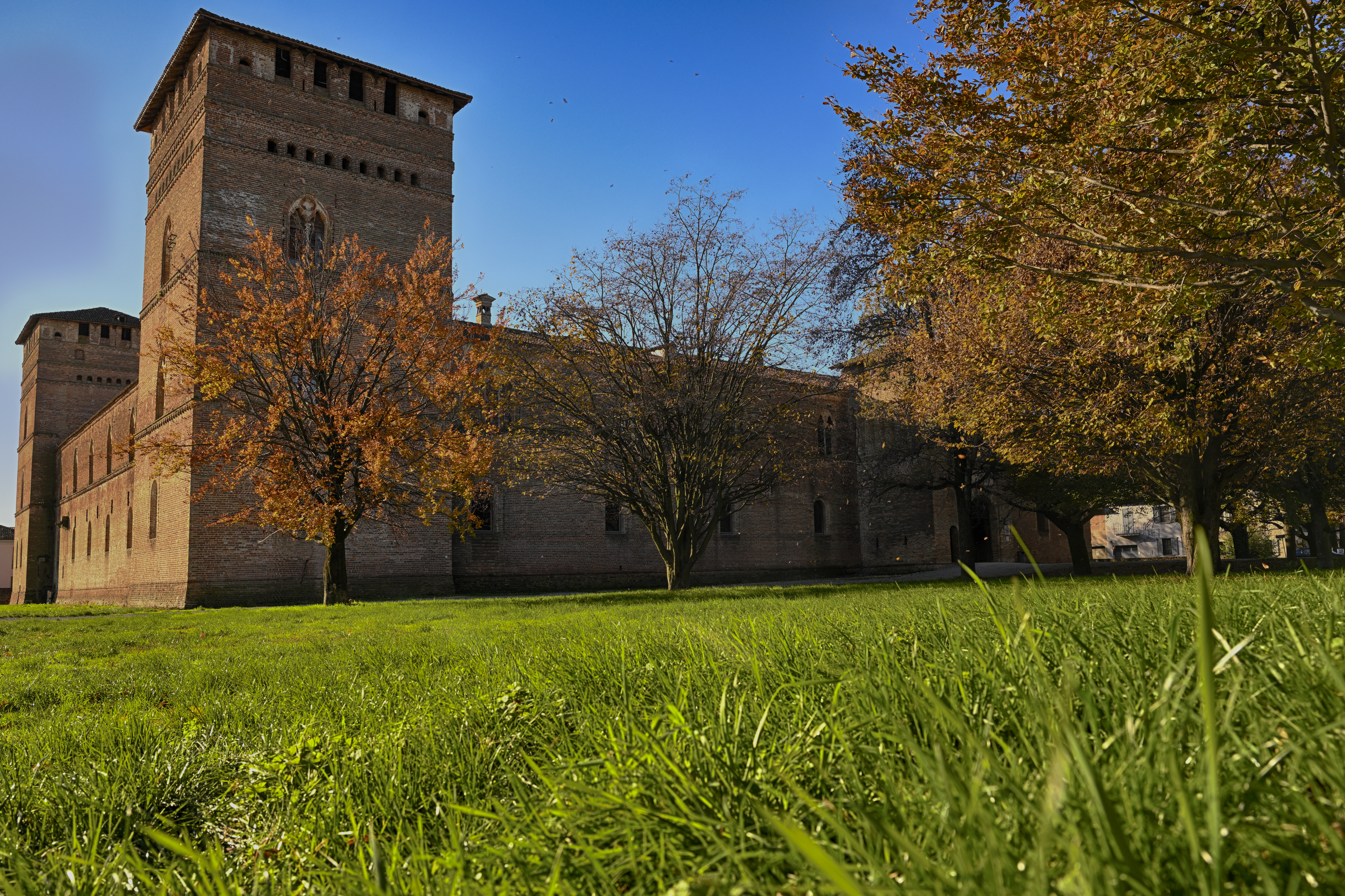
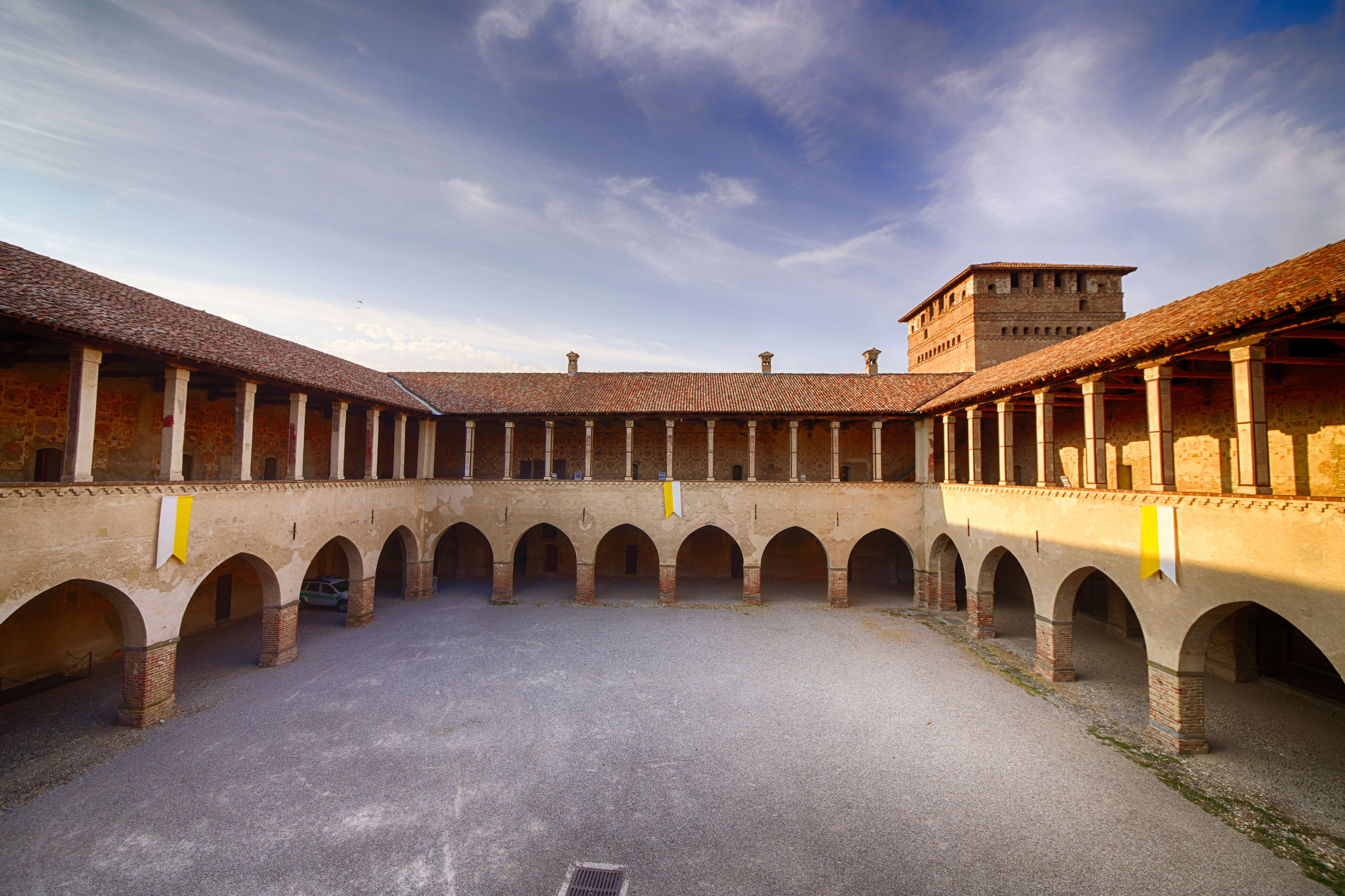
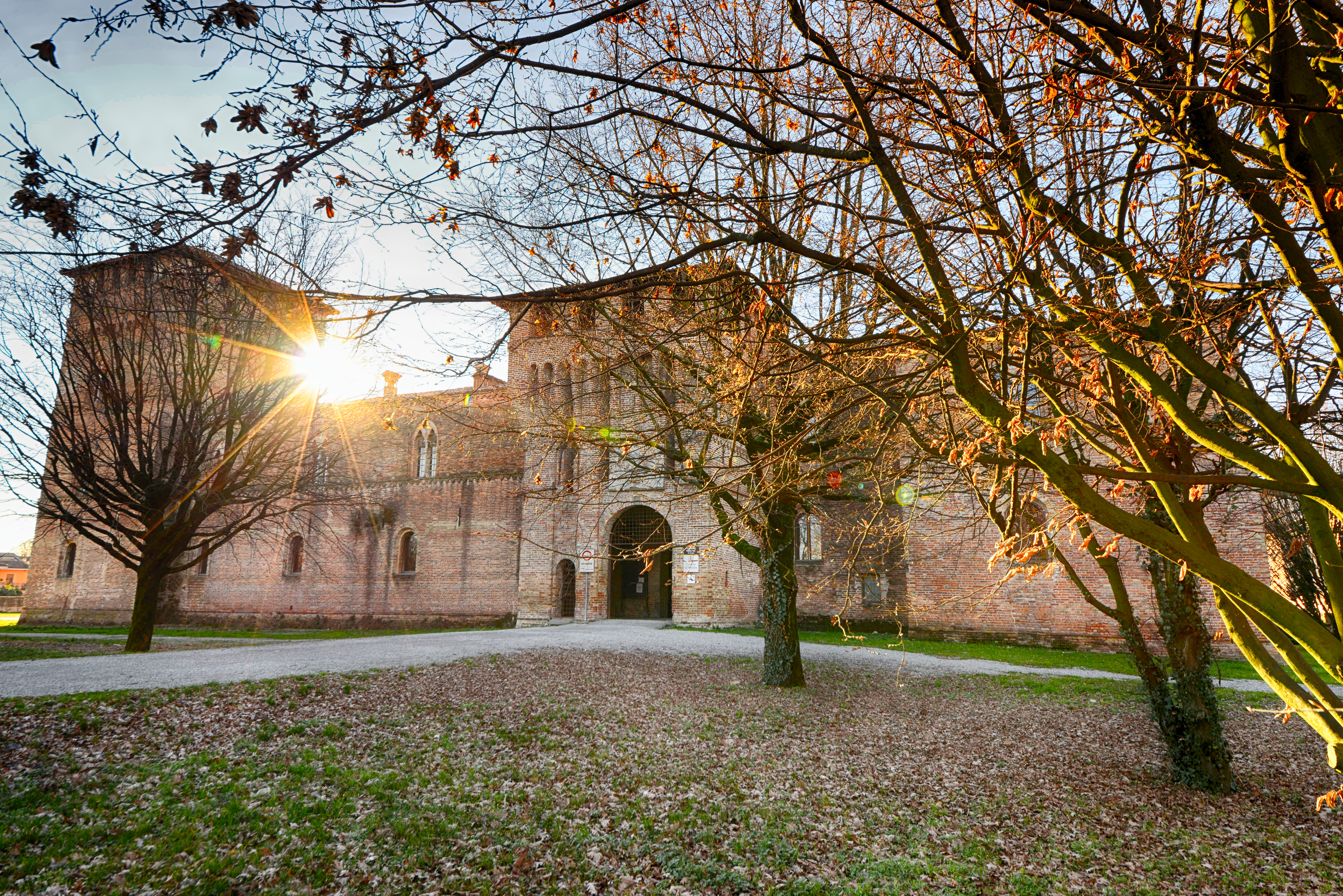
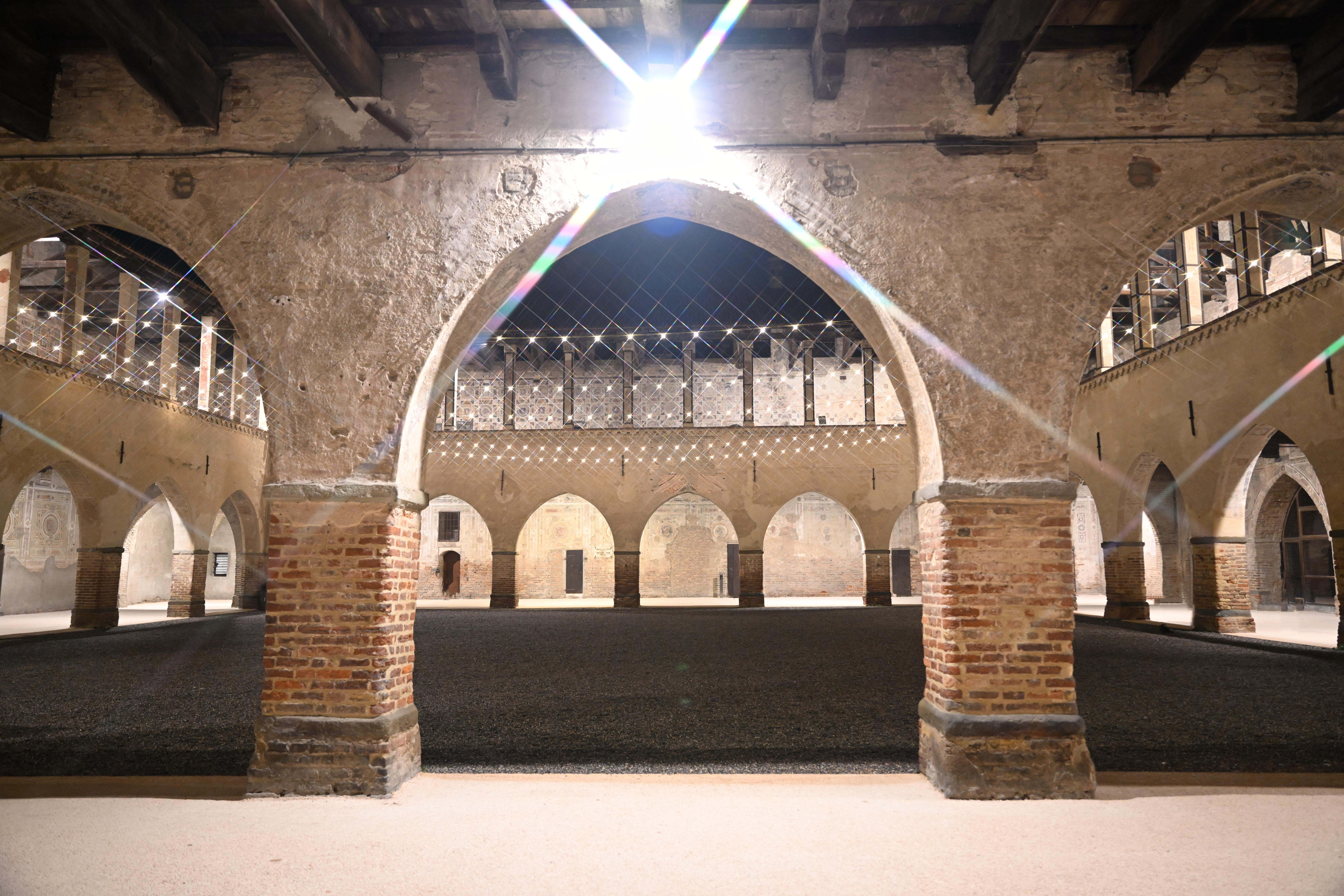
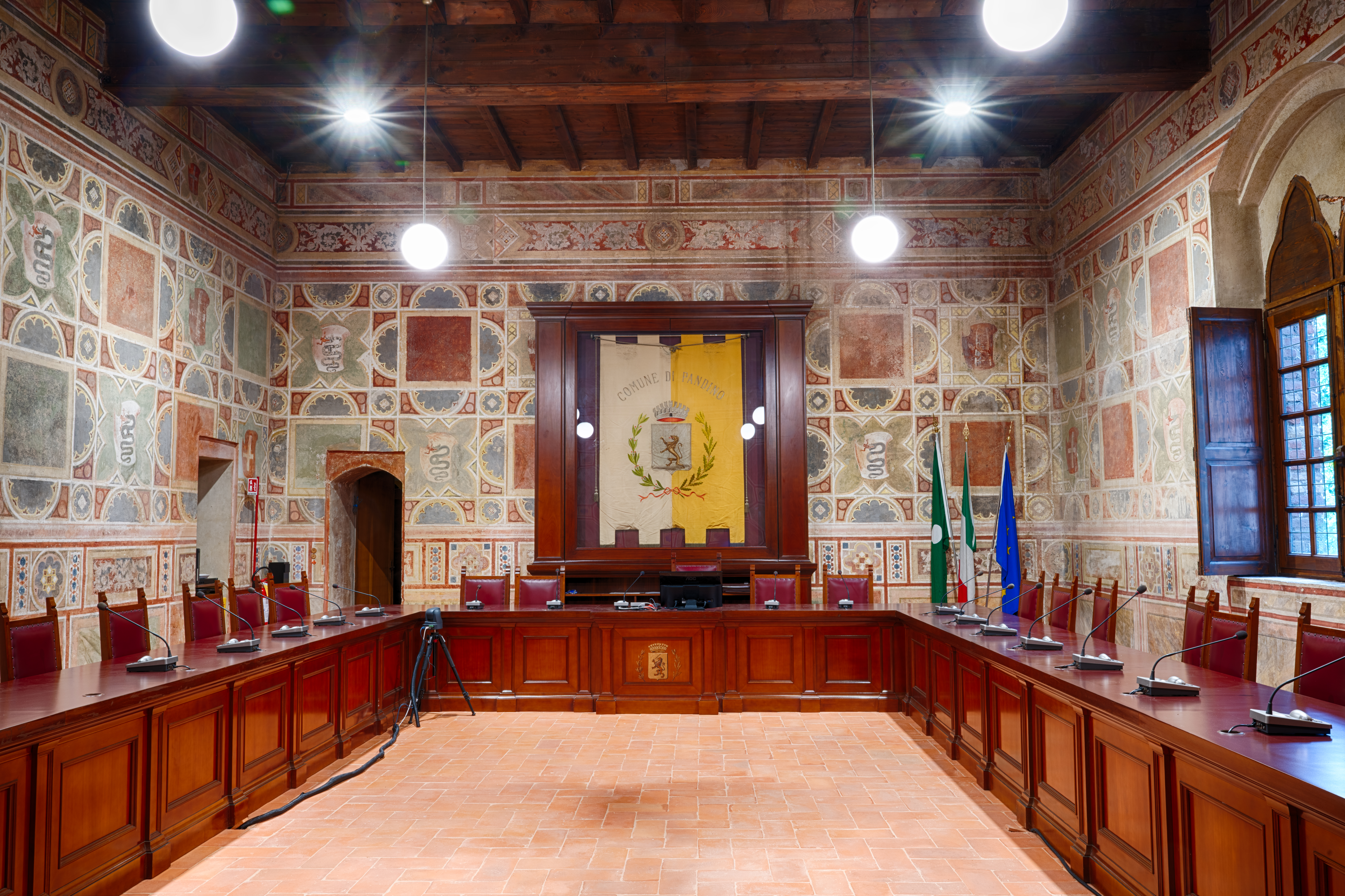